# خوسيه ماريا زاراغا
خوسيه ماريا زاراغا مارتين (بالإسبانية: José María Zárraga)‏ (15 أغسطس 1930 - 3 أبريل 2012) كان لاعب كرة قدم إسباني لعب كلاعب وسط.

## مسيرة الأندية
ولد في لاس أريناس، بسكاي ، وقع زاراغا مع ريال مدريد عام 1949، وقضى الموسمين التاليين مع فريق الثاني. ظهر لأول مرة في الدوري الأسباني في 14 أكتوبر 1951 في فوز 3-1 على الأرض ضد فالنسيا، حيث أنهى أول عامين له مع النادي بـ 48 مباراة وهدفين مجتمعين لكنه فشل في جمع أي فضيات.
من 1953-1960 ، كان زاراغا وحدة خط وسط مهمة حيث فاز مع الريال بـ 11 لقبًا رئيسيًا، بما في ذلك خمسة كؤوس أوروبية متتالية، لعب في جميع النهائيات.
استمر زاراغا في الإضافة إلى خزانة الكؤوس في موسميه الأخير مع ريال (ولا سيما البطولات الوطنية المتتالية) ، لكنه لعب فقط في خمس مباريات مجتمعة. اعتزل في يونيو 1962 عن 32 عامًا تقريبًا، بعد أن ظهر في 306 مباراة رسمية، واستمر في فترات تدريب قصيرة في العقد، بما في ذلك ست مباريات مع سي دي مالقة في 1968-1969 (بعد استبدال البرازيلي أوتو بومبل ) ، والذي انتهى في القمة هبوط الرحلة ؛ كما عمل كمدير لكرة القدم مع فالنسيا وديبورتيفو ألافيس . 

## مهنة دولية
فاز زاراغا بثماني مباريات مع المنتخب الإسباني ، وكان أول ظهور له في عام 1955 بالتعادل 1-1 مع إنجلترا في تشامارتن .
لعب زاراغا كقائد في آخر ظهوراته الدولية.

## الألقاب
ريال مدريد
- كأس أوروبا : 1955-1956 ، 1956–57 ، 1957–58 ، 1958-1959 ، 1959–60
- كأس الانتركونتيننتال : 1960
- كأس لاتينية : 1955 ، 1957
- الدوري الإسباني : 1953–54 ، 1954–55 ، 1956–57 ، 1957–58 ، 1960–61 ، 1961–62
- كأس إسبانيا : 1961-62

## الموت
عانى زاراغا من سكتة دماغية في أوائل أكتوبر 1993، بعد أن تم إدخاله إلى عيادة زارزويلا في مدريد. في 3 أبريل 2012، توفي عن عمر يناهز 81 عامًا، في العاصمة الإسبانية أيضًا.

## روابط خارجية
- خوسيه ماريا زاراغا على موقع الاتحاد الأوربي (الإنجليزية)
- خوسيه ماريا زاراغا على موقع قاعدة بيانات كرة القدم.إي يو (الإنجليزية)
- خوسيه ماريا زاراغا على موقع ناشيونال فوتبول تيمز (الإنجليزية)
- خوسيه ماريا زاراغا على BDFutbol
- خوسيه ماريا زاراغا manager profile على BDFutbol
- بيانات الفريق الوطني في BDFutbol
- خوسيه ماريا زاراغا على فرق كرة القدم الوطنية.كوم
- سيرة ريال مدريد
- سيرة معجبي ريال مدريد باللغة الإسبانية
- المباريات في الكؤوس الأوروبية ؛ في RSSSF